# Дністровська ГЕС
Дністро́вська ГЕС — одна з гідроелектростанцій на Дністрі (південний захід України).

## Основні параметри
Унікальна за комплексним призначенням, конструктивними особливостями, компонувальними рішеннями, складом і конструкцією обладнання.
Генеральним проєктувальником є ПРАТ «Укргідропроект» — найбільша в Україні інжинірингова компанія в сфері гідроенергетичного і водогосподарського будівництва.
Дністровська ГЕС розташована на південному заході України на р. Дністер. Основною особливістю споруд Дністровської ГЕС є будівля руслового типу, що сприймає відносно високий напір (до 55м) з водозливами над машинним залом — це дозволило відмовитись від будівництва окремої водозливної греблі.
Греблею Дністровської ГЕС створено водосховище, максимальна глибина якого складає 54 м. Воно дозволяє здійснювати сезонне регулювання стоку Дністра.
Основними завданнями Дністровського водосховища є забезпечення компенсуючими попусками водопостачання, зрошення земель, боротьба з повенями та вироблення електроенергії.

На правому березі річки, разом з будівництвом ГЕС, збудовано місто енергетиків — Новодністровськ.

## Історія
Будівництво Дністровської ГЕС почалося в 1973 році. 29 липня 1977 будівельники Дністровської ГЕС змінили русло річки поблизу селища Новодністровськ. Операція пройшла успішно і зайняла 1 годину 10 хвилин. В 1981 введено в експлуатацію два перших гідроагрегати ГЕС установленою потужністю по 117 МВт кожний, а в 1983 році гідростанція досягла своєї повної встановленої потужності — 702 МВт.

## Технічні характеристики
Споруди Дністровської ГЕС розташовані на відстані 678 км від гирла Дністра. Гребля ГЕС створила водосховище довжиною 194 км з площею дзеркала 142 км² та об'ємом 3,0 млрд м³, у тому числі корисним — 2,0 млрд м³. Максимальна глибина водосховища — 124 м. Водосховище дозволяє здійснювати сезонне регулювання стоку Дністра з переходом на багатолітнє і забезпечити зрошення 500 тис. га орних земель. Крім того, вже 25 років населені пункти Молдови і України, розташовані на берегах Дністра від ГЕС до Чорного моря, не страждають від руйнівних дій паводків і весняних льодових заторів.[джерело?]

## Сучасний стан
Будівля ГЕС-1 є русловою, сполученою, водозливного типу, має відкритий водозлив розміщений над машинним залом. Вона складається з трьох двохагрегатних секцій, кожна шириною 51 м і довжиною 75 м. Висота будівлі — 80 м. Ширина кожного з двох вхідних та вихідних отворів проточної частини турбін 7.5 м. Щитова стінка верхнього б'єфа обслуговується двома козловими кранами вантажопідйомністю 2 х 200 тс, нижнього б'єфа- мостовим краном вантажопідйомністю 2 х 30 тс.
При форсованому підпірному рівні через водозлив і працюючі агрегати ГЕС скидається розрахункова витрата 13260 м3 /с (0.01 % забезпеченості)
В 1997 році розпочато реконструкцію основного обладнання і гідротехнічних споруд ГЕС, в процесі реконструкції: встановлено шість елегазових генераторних вимикачів з номінальним струмом відключення 100 кА в схемі розподільчого пристрою генераторної напруги 13.8кВ та два високовольтних елегазових вимикачі (виробництва французької фірми «ALSTOM») на напругу 330кВ в мережі під'єднання головних трансформаторів Бл.№ 2 та Бл.№ 3;
виконана заміна обладнання схем автоматики, захисту і сигналізації гідроагрегатів та верхнього рівня управління ГЕС системами на базі мікропроцесорної техніки виробництва фірми «CEGELEC». На всіх шести гідроагрегатах впроваджена система діагностики і контролю температурного та вібраційного стану опорних вузлів турбіни та гідрогенератора, що дозволяє оперативно виявити і в автоматичному режимі локалізувати порушення динамічного стану конструкцій гідроагрегату.
В 2007 році розпочалась реалізація II черги реконструкції Дністровської ГЕС.
Передбачено проведення реконструкції всіх гідроагрегатів у необхідному обсязі.
Виконано реконструкцію основного і допоміжного електротехнічного обладнання ГЕС та ВРУ-330/110 кВ:
- впроваджено сучасні цифрові тиристорні системи збудження 6-ти генераторів;
- замінено електрогідравлічні регулятори швидкості на всіх 6-ти гідроагрегатах новими цифровими регуляторами  швидкості;
- замінено систему управління гідроагрегатів Дністровської ГЕС;
- встановлено елегазові вимикачі 35, 110 та 330 кВ, трансформатори напруги 110 та 330 кВ, трансформатори струму 35, 330 кВ, ОПН 35, 110, 330 кВ;
- замінено обладнання блочних щитів власних потреб 0,4 кВ 1Н, 2Н, 3Н разом із трансформаторами та збірками;
- замінено обладнання КРУ-10 кВ, ЗРУ-10 кВ, щитів постійного струму і акумуляторних батарей;
- замінено високовольтні вводи на блочних трансформаторах Т-1, Т-2 та АТ-2 з відновленням ізоляційних властивостей масла трансформаторів з шеф-монтажем та визначенням залишкового ресурсу трансформаторів;
- замінено на цифрову апаратуру протиаварійної автоматики та релейного захисту ПЛ-330кВ; резервних захистів та ПРВВ блоків № 1,2,3; резервних захистів генераторів Г1-Г6;

Проводиться реконструкція гідромеханічного обладнання та гідротехнічних споруд.
Впроваджено автоматизовану систему контролю за станом споруд та обладнання.
Основними завданнями реконструкції є продовження терміну експлуатації основного обладнання, підвищення його експлуатаційної надійності, поліпшення якості виробництва електроенергії, виконання сучасних вимог охорони навколишнього середовища, покращення екологічних параметрів, створення сучасних умов праці у відповідності з чинними нормативними документами.

### Російсько-українська війна
Вранці 31 жовтня 2022 року російські загарбники завдали масованого ракетного удару по об'єктах критичної інфраструктури в Україні. Зокрема, було зафіксовано влучення ракети на території Дністровської ГЕС.
Під час атаки на ГЕС російські крилаті ракети порушили повітряний простір Молдови. Уламки однієї збитої ракети впали в Молдовському селі Наславча, в багатьох будинках вибило вікна. Того ж дня Міністерство закордонних справ Молдови викликало російського посла й оголосило одного співробітника персоною нон ґрата. Також російському послу було повідомлено, що удари по енергетичній системі України даються взнаки і в Молдові.

## Індустріальний туризм
Як найвища (понад 100 метрів) і наймасштабніша ГЕС в Європі є привабливим об'єктом індустріального туризму в Україні.